# グラム・オディシャリア
グラム・オディシャリア（გურამ ოდიშარია、1951年11月23日 – ）は、ジョージアの作家。2012年から2014年まで文化・遺跡保護大臣を務めた。

## 生涯
1975年にアブハジア国立大学を卒業し、文献学の学位を取得。
スフミでラジオレポーターとして働き、その後アブハジア地域の新聞特派員として勤務。作家連盟の顧問を経て、雑誌「リツィス」編集長、出版社「メラニス」支局長を務めた。1969年、彼は最初の詩を発表した。
オディシャリアは9編の詩と10編の散文を著し、また映画や演劇の脚本を執筆した。代表作に「黒海」「スフミへの帰還」「猫」がある。また脚本「遠い海」は演出家テムル・チヘイゼによって監督された。彼の作品は、英語、ロシア語、ウクライナ語、アブハズ語、トルコ語、アルメニア語、イタリア語に翻訳されている。
オディシャリアはジョージアとアブハジアの和平会議に定期的に参加している。2012年、イヴァニシヴィリ内閣で文化・遺跡保護大臣に任命された。2014年、ガリバシヴィリ政権の内閣改造で首相補佐官に転任。

## 受賞
オディシャリアはジョージア国家賞およびイリヤ・チャフチャヴァーゼ賞を受賞。作品「ロミシ」によりジョージア劇場協会賞およびギオルギ・シェルヴァシゼ賞を受賞。作品「金の翼」でチェホフ金賞および国際ジャーナリスト協会賞を受賞。